# Tartarino di Tarascona (film 1960)
Tartarino di Tarascona è un film per la televisione della RAI diretto da Vittorio Brignole e trasmesso venerdì 16 dicembre 1960 nella fascia pomeridiana destinata alla tv dei ragazzi.
Si tratta dell'adattamento televisivo in prosa del romanzo omonimo di Alphonse Daudet Tartarino di Tarascona dovuto a Nicola Manzari. La rappresentazione in video delle divertenti avventure del pittoresco personaggio di Provenza disegnato nella prosa di Daudet era in pratica uno dei primi lavori di teleromanzo prodotti dall'ente televisivo di stato che aveva iniziato da poco le trasmissioni regolari.